# Apostolepis goiasensis
Apostolepis goiasensis — вид змій родини полозових (Colubridae). Ендемік Бразилії.

## Поширення і екологія
Apostolepis goiasensis мешкають на півдні центральної Бразилії, в штатах Гояс, Мінас-Жерайс, Мату-Гросу і Мату-Гросу-ду-Сул. Вони живуть в сухих тропічних лісах, рідколіссях, саванах серрадо і сухих чагарникових заростях.